# Сетоле
Сетоле (на македонска литературна норма: Сетоле; на албански: Setolli, Сетоли) е село в Северна Македония, в община Тетово.

## География
Селото е разположено в областта Долни Полог.

## История
В османски данъчни регистри на немюсюлманското население от вилаета Калканделен от 1626-1627 година Сетоле е отбелязано като село с 25 джизие ханета (домакинства).
В XIX век Сетоле е българско село в Тетовска каза на Османската империя. Църквата „Рождество Богородично“ е от 1862 година. Според статистиката на Васил Кънчов („Македония. Етнография и статистика“) от 1900 година Сетоле е село, населявано от 370 жители българи християни.
Цялото население на селото е под върховенството на Българската екзархия. По данни на секретаря на екзархията Димитър Мишев („La Macédoine et sa Population Chrétienne“) в 1905 година в Сетоле има 352 българи екзархисти и функционира българско училище.
При избухването на Балканската война в 1912 година 7 души от Сетоле са доброволци в Македоно-одринското опълчение.
Според Афанасий Селишчев в 1929 година Сетоле е село в Джепчищка община (с център в Порой) и има 36 къщи с 216 жители българи и албанци.
Според преброяването от 2002 година селото има 2 жители северномакедонци.

## Личности
Родени в Сетоле
- Трифун Петров, български революционер от ВМОРО, четник на Атанас Албански[7]